# Ordoño Ramírez el Ciego
Ordoño Ramírez, llamado el Ciego (c. 981-antes de 1024) fue hijo del rey Ramiro III de León y de la reina Sancha Gómez, nieto de Sancho I de León y de la reina Teresa Ansúrez, así como de Gómez Díaz, conde de Saldaña y miembro del linaje de los Banu Gómez, y la condesa Muniadona Fernández.

## Biografía
Figura en la documentación desde 1014 hasta 1017 como roborante de dos documentos del rey Alfonso V de León. Su vida transcurre en Asturias. Según la medievalista Margarita Torres, los enfrentamientos entre el rey Bermudo II y los Banu Gómez pudieron deberse a la defensa de estos últimos de los mejores derechos al trono del infante Ordoño, sobrino del nuevo jefe de esta poderosa estirpe, García Gómez, sucesor de su padre Gómez Díaz, conde de Saldaña.
Debió fallecer entre 1017, año de su última aparición en la documentación, y antes del 31 de marzo de 1024, fecha en que Cristina, declarándose viuda, hace una donación para la fundación del monasterio de Cornellana.

## Matrimonio y descendencia
Contrajo matrimonio después del año 1000 y antes de 1016 con la infanta Cristina Bermúdez, hija de Bermudo II de León y la reina Velasquita Ramírez. De este matrimonio, probablemente propiciado por la reina Velasquita y por la reina viuda Teresa Ansúrez, ambas recluidas en el monasterio de San Pelayo de Oviedo, desciende el más importante linaje de Asturias del siglo XI. Los hijos documentados de los infantes Ordoño y Cristina fueron:
- Alfonso Ordóñez (antes de 1016-1057).[4] Se casó con Fronilde de quien tuvo a Cristina y a Enderquina Alfonso. Está enterrado en el monasterio de Cornellana que fundó su madre. Estuvo en la corte de sus primos Fernando I y Sancha de León quienes en 1047 le nombraron conde.[1] En 1057 murió en combate cuando el rey Fernando I sitiaba la ciudad portuguesa de Lamego que estaba en manos de los musulmanes —derrotados por los ejércitos cristianos el 29 de noviembre de 1057—.[5][a]

- Aldonza Ordóñez (m. después de 1056). Esposa del conde Pelayo Froilaz, apodado el Diácono, hijo del conde Fruela Jiménez y sobrino de Piniolo Jiménez, fundador del monasterio de Corias.[7] Tuvieron ocho hijos, todos documentados. Recibió sepultura en el monasterio de Santa María de Villanueva de Teverga. Es ascendiente directa del célebre conde Suero Bermúdez y de su hermano el conde Gutierre Bermúdez.[3]

- Pelaya Palla Ordóñez, llamada doña Palla en la documentación, esposa del magnate Bermudo Armentáriz, ambos fundadores de la iglesia de Santa María de Otur.[7]

Posiblemente, también fueron los padres de:
- Ordoño Ordóñez (m. después de 1073).[8] Importante personaje, recibió el oficio de alférez real alrededor de 1042. El rey Fernando I de León le encomendó el gobierno de Palenzuela, donde fijó su residencia y quedaron vinculados los hijos que tuvo con Enderquina, especialmente el conde García Ordóñez.[9][10] Otra hija, María Ordóñez, se casó con Álvar Díaz cuyos descendientes fueron, entre otros, los condes de Noreña y Gontrodo Pérez,[9] amante del rey Alfonso VII de León y madre de la reina Urraca la Asturiana. La última mención en la documentación medieval del conde Ordoño fue el 3 de diciembre de 1072 junto con su hijo el conde García Ordóñez. Sin embargo, Jaime de Salazar y Acha[11] cuestiona la filiación de Ordoño Ordóñez que considera derivada de lecturas poco exactas de la fuente primigenia, el Corpus pelagianum del obispo Pelayo de Oviedo escrito en la primera mitad el siglo XII, en el cual no se incluye a Ordoño Ordóñez entre los hijos de Ordoño Ramírez, y lo hace hijo de Ordoño Fafílaz y de su esposa Enderquina.

La descendencia de los infantes Ordoño y Cristina es mencionada por Rodrigo Jiménez de Rada en su crónica del rey Bermudo II: «...de Velasquita tuvo a la infanta Cristina; esta Cristina tuvo de Ordoño el Ciego, hijo del rey Ramiro, a Alfonso, Ordoño, la condesa Pelaya y Aldonza», información que coincide con la documentación asturiana de varios monasterios, incluyendo el de Cornellana y el de Corias, así como en la catedral de San Salvador de Oviedo.